# Europese kampioenschappen beachvolleybal 2014
De Europese kampioenschappen beachvolleybal 2014 werden van 3 tot en met 8 juni gehouden in Cagliari op het Italiaanse eiland Sardinië.

## Opzet
Hoewel Cagliari de officiële gaststad voor de kampioenschappen was, werden de wedstrijden gespeeld op het strand van Poetto in de buurgemeente Quartu Sant'Elena. In eerste instantie zou het toernooi in Rome plaatsvinden, maar de Italiaanse hoofdstad trok zich uiteindelijk terug als organisator.
Aan de kampioenschappen deden zowel bij de mannen als de vrouwen 32 tweetallen mee, dus 64 teams en 128 spelers in totaal. De 32 teams per toernooi waren in acht poules van vier verdeeld, waarvan de groepswinnaars direct naar de achtste finales gingen. De nummers twee en drie speelden in een tussenronde. Vanaf de tussenronde werd via een knock-outsysteem gespeeld. Het prijzengeld per toernooi bedroeg €100.000.

## Medailles

### Medaillewinnaars
| Onderdeel | Goud | Goud                                  | Zilver | Zilver                             | Brons | Brons                           |
| --------- | ---- | ------------------------------------- | ------ | ---------------------------------- | ----- | ------------------------------- |
| mannen    | ITA  | Paolo Nicolai Daniele Lupo            | LAT    | Aleksandrs Samoilovs Jānis Šmēdiņš | AUT   | Clemens Doppler Alexander Horst |
| vrouwen   | NED  | Madelein Meppelink Marleen van Iersel | SUI    | Tanja Goricanec Tanja Hüberli      | GER   | Laura Ludwig Kira Walkenhorst   |

### Medaillespiegel
| Rang   | Land        | Goud | Zilver | Brons | Totaal |
| 1      | Italië      | 1    | 0      | 0     | 1      |
| 1      | Nederland   | 1    | 0      | 0     | 1      |
| 3      | Letland     | 0    | 1      | 0     | 1      |
| 3      | Zwitserland | 0    | 1      | 0     | 1      |
| 5      | Duitsland   | 0    | 0      | 1     | 1      |
| 5      | Oostenrijk  | 0    | 0      | 1     | 1      |
| Totaal | Totaal      | 2    | 2      | 2     | 6      |